# Węgielnia (województwo wielkopolskie)
Węgielnia – wieś w Polsce położona w województwie wielkopolskim, w powiecie nowotomyskim, w gminie Miedzichowo.

## Historia
W okresie Wielkiego Księstwa Poznańskiego (1815-1848) miejscowość wzmiankowana jako Węgielne należała do wsi większych w ówczesnym powiecie bukowskim, który dzielił się na cztery okręgi (bukowski, grodziski, lutomyślski oraz lwowkowski). Węgielne należały do okręgu lwowkowskiego i stanowiły część majątku Lwówek Zamek (niem. Neustadt), którego właścicielem był wówczas (1837) Antoni Łącki. W skład rozległego majątku Lwówek Zamek wchodziło łącznie 36 wsi. Według spisu urzędowego z 1837 roku Węgielne liczyły 287 mieszkańców i 43 dymy (domostwa).
W latach 1975–1998 miejscowość należała administracyjnie do województwa gorzowskiego.

## Cmentarz ewangelicki
W zachodniej części wsi znajduje się cmentarz ewangelicki z licznymi nagrobkami.